# 脱套伤

手指脱套与离断伤

脱套伤（degloving injury）或脱套（degloving）是由外力牵拉、撕扯导致的皮肤及皮下组织如脱手套式的（脱套样）向远侧撕脱的损伤，属于开放型伤口，极易产生皮肤及其他软组织坏死。
皮下组织层（皮下脂肪）一般都是附着在覆盖肌肉的深筋膜层上，当皮肤及其下方的皮下组织从它们通常附着的下层解剖结构上撕裂时，就会发生脱套 。
脱套伤是一种软组织撕脱伤，可发生在身体的任何部位。常见受累部位包括面部、头皮、躯干、四肢和生殖器。脱套伤是由剪切力引起的，导致软组织层被撕开。这种损伤最早于20世纪初，因使用某些机械设备（如绞拧衣物的绞干机）而报道。汽车的发明和广泛使用，也导致了脱套伤和其他创伤性损伤的发生。